# 特雷德努斯山
46°00′52″N 10°26′12″E / 46.01444°N 10.43667°E
特雷德努斯山（義大利語：Monte Tredenus），是意大利的山峰，位於該國北部，由倫巴第大區負責管轄，屬於南雷蒂亞山脈中阿達梅洛山脈的一部分，海拔高度2,796米。